# ADP-zavisna srednjelančana-acil-KoA hidrolaza
ADP-zavisna srednjelančana-acil-KoA hidrolaza (EC 3.1.2.19, hidrolaza acil koenzima A sa lancem srednje dužine, hidrolaza acil koenzima sa lancem srednje dužine, hidrolaza acil-tioestra sa lancem srednje dužine, hidrolaza lanca srednje dužine, miristoil-KoA tioesteraza) je enzim sa sistematskim imenom ADP-zavisna-srednjelančana-acil-KoA hidrolaza. Ovaj enzim katalizuje sledeću hemijsku reakciju
acil-KoA + H2O {\displaystyle \rightleftharpoons } KoA + karboksilat
Za rad ovog enzima je neophodan ADP. NADH deluje kao inhibitor. Enzim ima maksimalno dejstvo sa nonanoil-KoA.

## Literatura
- Nicholas C. Price; Lewis Stevens (1999). Fundamentals of Enzymology: The Cell and Molecular Biology of Catalytic Proteins (Third изд.). USA: Oxford University Press. ISBN 019850229X.
- Eric J. Toone (2006). Advances in Enzymology and Related Areas of Molecular Biology, Protein Evolution (Volume 75 изд.). Wiley-Interscience. ISBN 0471205036.
- Branden C; Tooze J. Introduction to Protein Structure. New York, NY: Garland Publishing. ISBN 0-8153-2305-0.
- Irwin H. Segel. Enzyme Kinetics: Behavior and Analysis of Rapid Equilibrium and Steady-State Enzyme Systems (Book 44 изд.). Wiley Classics Library. ISBN 0471303097.
- William P. Jencks (1987). Catalysis in Chemistry and Enzymology. Dover Publications. ISBN 0486654605.

## Spoljašnje veze
- ADP-dependent+medium-chain-acyl-CoA+hydrolase на 